# Skud på mål
|  | Denne artikel er oprettet af botten Steenthbot ud fra en ekstern database. Den kan derfor have sproglige fejl eller mangler. Denne skabelon kan fjernes efter kontrol af indholdet. |

Skud på mål er en dansk dokumentarfilm fra 1969 instrueret af Tue Ritzau efter eget manuskript.

## Handling
Filmen behandler det centrale i fodbold - det er som bekendt målene der afgør kampen. Landskamp mod Norge i Københavns Idrætspark indgår som materiale i filmen. i alt scorede Danmark 5 gange, og alle mål er med i filmen. De instruktive afsnit er optaget på AB's baner i Bagsværd. Fire unge juniorspillere sammen med tre landsholdspillere, Flemming Kjærsgaard, Steen Rømer Larsen og Poul Werner Henriksen - og Ernst Netuka som træner - gennemgår de grundlæggende elementer i selve det at skyde på mål. Der bruges slow-motion og 'frysebilleder' til at illustrere de vigtigste punkter.